# صديقي الوفي (فلم)
صديقي الوافي هو فيلم مصري من إنتاج 1984 بطولة ،فاروق الفيشاوي ، سعيد صالح، لبلبة، ،وغيرهم ومن إخراج فاضل صالح .

## قصة الفيلم
تنمو صداقة بين طفل يتيم وبين كلب ضال، يعيش مع الخالة التي يتم اختفاء خطيبها لوقوفه ضد شركة تبيع الدواجن الفاسدة، ويحاول الطفل برفقة الخالة كشف نشاطات الشركة.

## فريق عمل تمثيل
| - لبلبة: سلمى - فاروق الفيشاوي: الدكتور سامح - سعيد صالح: علاء - نجوى فؤاد: عايدة | - مأمون عبدالحميد - أحمد لوكسر: شوقي - روعة الكاتب - سعيد الصالح: عبد العزيز | - يوسف فوزي تيمور) - أحمد رضوان - سعيد اللبان - أمين الهنيدي: حيدر أبو ميسا |

## طقم العمل
| - فاضل صالح: مخرج - شريف عرفة: مساعد مخرج أول - سعيد حامد: مخرج مساعد - إسماعيل يسري: مساعد مخرج - مصر للإستوديوهات والإنتاج السينمائي (مصر للاستوديوهات): الطبع والتحميض - سعد عبدالرحمن: مدير عام المعامل - ستديو الأهرام (ستديوهات الأهرام): استوديو التصوير - فتحي داود: مونتير | - مارسيل صالح: نيجاتيف - إيمان شكري: مركب الفيلم - سيد حامد: مهندس الصوت - أنور حنفي: مساعد الصوت - حسن إبراهيم: مساعد الصوت - محسن أحمد: مدير التصوير - بدوى تركى: مساعد مصور | - سيد العربي: الإضاءة - رشدي حامد: مهندس الديكور - مصطفى شريف: إكسسوار - سيد محمد: ماكيير - طلعت أحمد (طلعت علي أحمد): مصفف الشعر - ماجد فيلم: منتج - ماجد موافي: منتج فني | - يس إسماعيل يس: سيناريو وحوار - ماجد موافي: سيناريو وحوار - هاني شنودة: ألحان وموسيقى تصويرية - صلاح جاهين: كلمات الأغاني - نيوستار فيلم (م. ن. فريد شوقى وشركاهم): موزع داخلي - شركة ترايتل العالمية: موزع خارجي - الشحري: العناوين - تركي الهواري: ريجيسير - محمد قناوي: مصور فوتوغرافيا |